# 马赫下俯
馬赫下俯亞音速飛機飛行馬赫數超過臨界馬赫數後，飛機升力中心（焦點）先略向後移，再略向前移，最後再向後移。而升力中心後移會使飛機產生低頭力矩，使飛機向下俯衝，也就是馬赫下俯。
民航飛機有馬赫配平系統，可自動移動水平安定面，抵消低頭力矩。後掠翼飛機的後掠機翼主要是提高臨界馬赫數，減小接近音速時的阻力，使飛機速度能盡量向音速靠近，並且能減小波阻。對沒有尾翼的飛翼影響較大，因為其俯仰安定力稍弱。